# Доходный дом Троицкого подворья на Ильинке
Дохо́дный дом Тро́ицкого подво́рья на Ильи́нке (Стря́пческое подворье) — московское здание, расположенное на углу Ильинки и Биржевой площади. С первой половины XVI века участок занимало подворье Троице-Сергиевой Лавры. В 1874 году здание реконструировал под доходный дом архитектор Пётр Скоморошенко. По состоянию на 2017-й комплекс занимал Международный арбитражный суд при Торгово-промышленной палате.

## Троицкое подворье
Первые упоминания об участке на углу Ильинки и Биржевой площади относятся к 1535 году, когда купец Иван Михайлович Антонов передал его в дар Троицкому монастырю. На территории начало действовать Стряпчее подворье, использовавшееся для размещения стряпчих и приезжих монахов. Согласно переписи 1626-го, на участке располагались двухэтажные каменные палаты, выходящие торцом за красную линию улицы, а к концу XVII века — уже семь строений. Во время обустройства площади в 1774 году часть палат была демонтирована. При комплексе действовала церковь Живоначальной Троицы, которая впервые упоминается в связи с Троицким пожаром. К 1787-му храм ликвидировали.
В XVI—XVII веках из-за торгового характера улицы Ильинки помещения подворья стали сдавать в аренду торговым лавкам и различным конторам. В этот период на участке располагалась канцелярия приёма драгунских лошадей, позднее — провиантская контора. К 1770-м годам подворье находилось в ведении кремлёвского обер-коменданта Павла Ржевского. Впоследствии монастырь добился очищения территории от постояльцев и сам начал сдавать помещения. Так, в 1782 году купец Иван Михайлов обратился за позволением открыть на территории подворья купеческий клуб с «билиартом».
К концу XVIII века управлять подворьем стал купец Андрей Сысалин, который вызвался перестроить ветхие палаты. В угловой части территории возвели трёхэтажный дом классицистического стиля, со стороны улицы — двухэтажный. К 1817-му строение дополнили одноэтажным корпусом. Помещения заняли «съестной трактир, кофейня, лавки и отдаточные для найму комнаты». В начале XIX века в комплексе действовали общественная читальня, книжная лавка Александра Ширяева, шляпные мастерские, суконные магазины и маклерские конторы. Известно, что в разное время площадь также арендовали Банк 2‑го общества взаимного кредита и Среднеазиатское торгово-промышленное товарищество. В 1870—1874 годах среди арендаторов числились некие И. А. Хечумов и З. Г. Оводянцев, при которых с торца здание дополнили одноэтажным флигелем. На втором этаже подворья располагался Новотроицкий трактир, который называли «Большой самовар». В ресторане регулярно устраивали деловые обеды знатные купцы и иностранцы. Заведение упоминается в произведении «Бешеные деньги» Александра Островского, «Очерках московской жизни» Петра Вистенгофа и других романах. В книге «Прогулка по 12-ти губерниям» так описывается заведение: 

В 12 прилично прибранных комнатах накрывают до 50 столиков, и чиновники, купцы, художники, приезжие собираются сюда пировать. Раздаются смешанные голоса, требуют, кто кушанья, кто Шампанского <…> и 43 служителя суетятся, бегают, сталкиваются. Они одеты одинаково, в длинных, почти до пят, тюниках, из белаго коленкора, весьма опрятно, с усиками, и платочками на шеях.
 17 февраля 1856 года в Троицком трактире состоялся первый московский праздничный обед в честь героев обороны Севастополя. Для организации торжества проломили межкомнатные стены заведения, создав единый большой зал.

## Строительство и использование
В 1874 году под руководством Петра Скоморошенко на месте подворья начали строительство нового пятиэтажного доходного дома. Архитектор разработал фасады в стиле эклектика с элементами русской архитектуры. Стены строения обильно декорировали лепниной и резными наличниками. Окна четвёртого этажа оформили стрельчатыми арками и разделили пилястрами. Угловую часть пятиэтажного дома акцентировали шестиэтажной башней, в верхней части которой обустроили бельведер. Изначально внутренний двор прямоугольного комплекса предполагалось закрыть стеклянной крышей, обустроив две галереи второго этажа. Но от этой задумки отказались. Предположительно, в работах также принимал участие архитектор Дмитрий Чичагов. Он подготовил проект расширения фасада, выходящего на Биржевую площадь. Строительство и отделка комплекса продолжались до 1879 года. Современники неоднозначно отзывались о композиционном решении дома. Некоторые искусствоведы считали, что он отличался «непомерной пестротой, невероятным смешением стилей».
Длина построенного здания превышала семьсот футов, его высота достигала ста футов. До 1905-го доходный дом считался самым высоким гражданским сооружением Москвы. Согласно некоторым данным, шестой этаж в ротонде обустроили только в 1911—1915 годах, в этот же период вдоль длинной стороны строения установили открытую железную галерею. Комплекс возвели на основе старых домов. Он имел секционную планировку и включал более 200 помещений, где располагались ресторан, банк, торговые и юридические конторы. Первый этаж занимал парфюмерный магазин, подвал — трактир «Троицкий низок». 4 января 1877 года в здании начала действовать «Ново-троицкая гостиница», насчитывавшая 99 номеров. Комнаты оснастили газовым освещением и вентиляцией.
После Октябрьской революции доходный дом на Биржевой площади заняли различные конторы и коммунальные квартиры. Так, в 1925 году в здании располагался «Всекобанк». С 1988-го комплекс находится в ведении Международного арбитражного суда при Торгово-промышленной палате. В 2007 году строение признали объектом культурного наследия
регионального наследия.